# Peter Middendorp
Peter Middendorp (Emmen, 3 oktober 1971) is een Nederlandse schrijver en journalist.

## Levensloop
De vader van Middendorp was eigenaar van een Blokker-filiaal in Emmen. Peter Middendorp werd twee keer van de middelbare school gestuurd en ging werken. Hij keerde terug in de schoolbanken en rondde uiteindelijk het vwo af. Daarna volgde hij de studie Geschiedenis en Journalistiek aan de Rijksuniversiteit Groningen. Na zijn studie schreef hij reportages, hoofdzakelijk voor HP/De Tijd. In diezelfde periode publiceerde hij de verhalenbundel Eerst had ik een leuke vriendin (2006) en de romans Noordeloos (2002) en Amateur (2005).
Middendorp werd bekend met zijn column Lange Poten voor het gratis nieuwsblad De Pers vanaf 2007. Daarin positioneerde hij zich uitdrukkelijk als buitenstaander en deed op die manier verslag van de politieke ontwikkelingen op het Haagse Binnenhof. Zijn columns werden gebundeld uitgegeven onder de titels Lange Poten (2008) en Met de kennis van nu (2010). Verder verscheen er een boekje over Jan-Peter Balkenende onder de titel Lachende derde (2009) en de roman Jij bent van mij (2018) over de moord op Marianne Vaatstra.
Sinds 2011 heeft Middendorp een column in de Volkskrant. In mei 2015 moest hij door het stof omdat hij de leiding van Herinneringscentrum Kamp Westerbork had verweten dat ze een veewagon tentoonstelden. Volgens Middendorp werden gevangenen die vanuit Kamp Westerbork naar Duitsland en Polen getransporteerd werden alleen per personenwagon vervoerd. Die bewering van de columnist klopte niet. De Volkskrant trok de column dezelfde dag nog in en Middendorp bood zijn excuses aan.
Middendorp publiceerde in 2014 het boek Vertrouwd Voordelig, dat gaat over zijn jeugd in Emmen. In een interview met Volkskrant Magazine over het boek zei hij: "In Drenthe is alles snel apart, er is geen prestatiecultuur, er heerst geen gevoel dat ergens iets aan te veranderen of verbeteren is". Naar aanleiding van dit interview ontving hij verschillende bedreigingen.
In juli 2019 kwam Dood en de gladiolen uit. In het boek beschrijft Middendorp het eerste seizoen van FC Emmen in de Eredivisie. Bij uitgeverij De Bezige Bij verscheen in maart 2022 van Middendorp de roman Neven.
- Gemeinsame Normdatei: 13783179X
- International Standard Name Identifier: 0000 0000 3440 6421
- Library of Congress Control Number: n2002037542
- Nederlandse Thesaurus van Auteursnamen: 237294869
- Virtual International Authority File: 73212820
- WorldCat: E39PBJcrgQxQhcmqKYvJM6vyh3